# The High Road
The High Road – drugi album muzyczny amerykańskiej piosenkarki JoJo wydany w 2006 roku. Pierwszym singlem z tej płyty jest piosenka Too Little, Too Late.
Album został wydany równolegle w dwóch wersjach. Pierwsza, z 17 października nakładem wytwórni Blackground Records zawierała 12 utworów. Kolejna, wydana 28 listopada przez Universal Records zawierała podstawowe 12 utworów, lecz już w innej kolejności, a dodatkowo 3 utwory bonusowe, m.in. hit „Too Little, To Late” wykonany przez wokalistkę w języku hiszpańskim.
W 2018 roku album został powtórnie nagrany, wraz z jej debiutem oraz pozaalbumowymi singlami Disaster i Demonstrate. Nowe wersje zostały wydane 21 grudnia 2018 roku. Nowe nagranie wynikało z usunięcia pierwotnych wersji w dystrybucji cyfrowej przez wytwórnię Blackground Records, która ma prawa do oryginalnych nagrań.

## Lista utworów

### Wersja wydana przez Blackground Records
| #   | Tytuł                  | Długość |
| --- | ---------------------- | ------- |
| 1.  | „This Time”            | 3:28    |
| 2.  | „The Way You Do Me”    | 3:14    |
| 3.  | „Too Little, Too Late” | 3:41    |
| 4.  | „The High Road”        | 3:50    |
| 5.  | „Anything”             | 3:50    |
| 6.  | „Like That”            | 3:48    |
| 7.  | „Good Ol”              | 4:08    |
| 8.  | „Coming For You”       | 3:30    |
| 9.  | „Let It Rain”          | 3:47    |
| 10. | „Exceptional”          | 3:43    |
| 11. | „How To Touch A Girl”  | 4:27    |
| 12. | „Note To God”          | 4:27    |

### Wersja wydana przezUniversal Records[4]
| #  | Tytuł                                                | Długość |
| -- | ---------------------------------------------------- | ------- |
| 1  | The Way You Do Me                                    | 3:15    |
| 2  | Anything                                             | 3:49    |
| 3  | This Time                                            | 3:30    |
| 4  | Too Little, Too Late                                 | 3:39    |
| 5  | Let It Rain                                          | 3:56    |
| 6  | High Road                                            | 3:51    |
| 7  | Like That                                            | 3:48    |
| 8  | Good Ol'                                             | 4:08    |
| 9  | Coming For You                                       | 3:31    |
| 10 | Exceptional                                          | 3:43    |
| 11 | How To Touch A Girl                                  | 4:27    |
| 12 | Note To God                                          | 4:25    |
| 13 | Do Watcha Gotta Do (Bonus Track)                     | 4:29    |
| 14 | I Can Take You There (Bonus Track)                   | 4:52    |
| 15 | Too Little, Too Late (Spanish Version) (Bonus Track) | 3:41    |